# Státní jazykové zkoušky
Státní jazykové zkoušky jsou certifikáty schválené Ministerstvem školství, mládeže a tělovýchovy, jejich organizaci upravuje vyhláška č. 33/2005 Sb., ve znění pozdějších předpisů. Pro svoji náročnost a především komplexnost jsou vysoce hodnoceny především zaměstnavateli v České a Slovenské republice, i když zatím nemají oficiální mezinárodní platnost.

## Zkoušky na všech úrovních SERRJ
Státní jazykové zkoušky mohou skládat všichni uchazeči, kteří mají znalosti jazyka stanovené Společným evropským referenčním rámcem pro jazyky (SERRJ).
Uchazeč si může pro testování svých znalostí vybrat státní jazykovou zkoušku základní (úroveň B2), státní jazykovou zkoušku všeobecnou (úroveň C1) nebo státní jazykovou zkoušku speciální (úroveň C2) – pro obor překladatelský nebo pro obor tlumočnický. 

## Pořádání zkoušek
Státní jazykové zkoušky mohou pořádat pouze instituce zařazené do rejstříku škol a školských zařízení. Jedná se o tzv. jazykové školy s právem státní jazykové zkoušky. Státní jazykové zkoušky se konají dvakrát ročně, v podzimním nebo v jarním termínu, u angličtiny většinou v obou termínech, a termín konání zkoušky je vždy jednotný a platný pro celou Českou republiku.

## Státní jazykové zkoušky v historii a číslech
Státní jazykové zkoušky u státní zkušební komise při Jazykové škole v Praze se konaly poprvé ve školním roce 1953/1954. Počet úspěšných kandidátů kolísal v následujících letech mezi 100 až 600 kandidáty ročně, rekordní byl v tomto ohledu školní rok 1961/1962, kdy státní jazykové zkoušky úspěšně složilo celkem 967 kandidátů. Zájem o státní jazykové zkoušky přetrvává až do současnosti. Počet kandidátů sice s nástupem mezinárodních zkoušek mírně klesá, ale např. v roce 2004 skládalo v Jazykové škole hl. města Prahy státní jazykové zkoušky z angličtiny 851 kandidátů, z nichž bylo 537 úspěšných.